# Фернардо Арсега
Фернардо Арсега (ісп. Fernando Arcega, 3 квітня 1960) — іспанський баскетболіст.
Срібний призер Олімпійських Ігор 1984 року, учасник 1988 року.
Срібний призер Чемпіонату Європи 1983 року, бронзовий призер 1991 року.
Бронзовий призер Юнацького чемпіонату Європи (U-18) 1978 року.